# Новоселицький парк

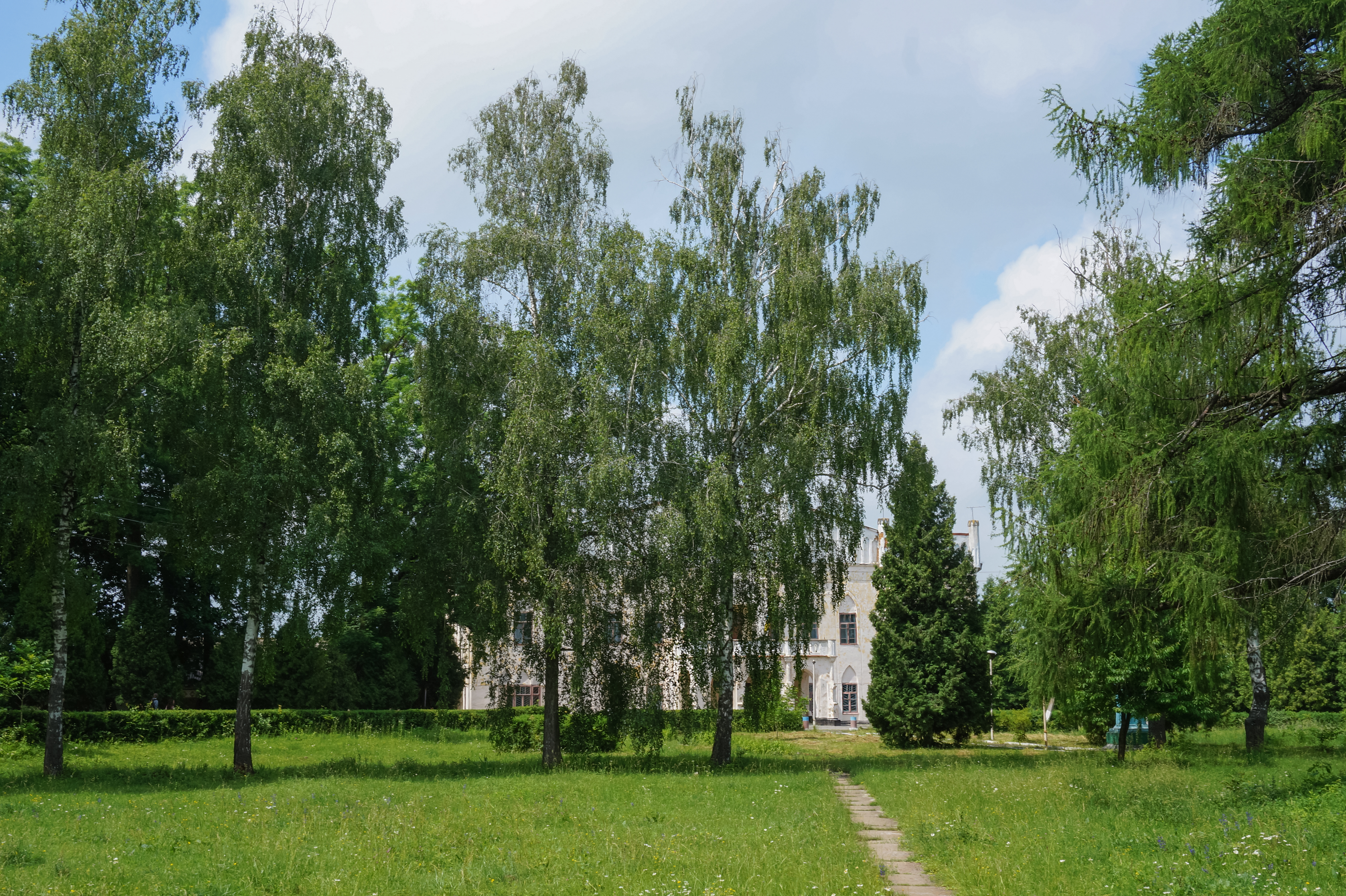
Новоселицький парк

Новосе́лицький парк — парк-пам'ятка садово-паркового мистецтва загальнодержавного значення в Україні. Розташований у селі Новоселиця Старокостянтинівського району Хмельницької області. 
Площа 44,4 га. Статус надано згідно з постановою Ради Міністрів УРСР від 29.01.1960 року № 105. Перебуває у віданні СПТУ-41. 
Зростають здебільшого місцеві породи дуба, граба, липи, вільхи. На партері росте модрина європейська і сосна. 
На території парку розташований Палац Гіжицького.